# باولو فيرنازا
باولو فيرنازا (بالإنجليزية: Paolo Vernazza)‏ هو لاعب كرة قدم بريطاني في مركز الوسط، ولد في 1 نوفمبر 1979 في لندن في المملكة المتحدة. شارك مع منتخب إنجلترا تحت 21 سنة لكرة القدم. أما مع النوادي، فقد لعب مع إيبسويتش تاون وبيشوب ستورتفورد وداغنهام وريدبريدج ونادي أرسنال ونادي بارنت ونادي بورتسموث ونادي روذرهام يونايتد ونادي واتفورد ونادي وكينغ ونادي ويموث وهيميل هيمبستيد تاون.

## وصلات خارجية
- باولو فيرنازا على موقع الاتحاد الدولي (مؤرشف)  (الإنجليزية)
- باولو فيرنازا على موقع قاعدة بيانات كرة القدم.إي يو (الإنجليزية)
- باولو فيرنازا على موقع Soccerbase.com (لاعب) (الإنجليزية)
- باولو فيرنازا على موقع عالم كرة القدم.نت (الإنجليزية)